# Бургос (муниципалитет)
Бургос (исп. Burgos) — муниципалитет в Мексике, штат Тамаулипас с административным центром в одноимённом посёлке. Численность населения, по данным переписи 2010 года, составила 4589 человек.

## Общие сведения
Название Burgos имеет отсылки к одноимённому городу в Испании.
Площадь муниципалитета равна 1905 км², что составляет 2,37 % от общей площади штата, а наивысшая точка — 582 метра, расположена в поселении Ла-Нория-Гоменьо.
Он граничит с другими муниципалитетами штата Тамаулипас: на севере с Мендесой, на востоке с Сан-Фернандо, на юге с Круильясом, Сан-Николасом и Сан-Карлосом, а на западе с другим штатом Мексики — Нуэво-Леоном.

## Учреждение и состав
Муниципалитет был образован в 1825 году, в его состав входит 150 населённых пунктов, самые крупные из которых:
| Код INEGI | Населённый пункт                                                                                    | Численность населения (2005 год) | Численность населения (2010 год) |
| --------- | --------------------------------------------------------------------------------------------------- | -------------------------------- | -------------------------------- |
| 005       | Всего                                                                                               | 4782                             | 4589                             |
| 0001      | Бургос (исп. Burgos) 24°56′43″ с. ш. 98°47′58″ з. д.                                                | 1333                             | 1404                             |
| 0071      | Ласаро-Карденас (Ранчо-Нуэво) (исп. Lázaro Cárdenas (Rancho Nuevo)) 24°52′25″ с. ш. 98°38′32″ з. д. | 319                              | 392                              |
| 0022      | Кандидо-Агилар (исп. Cándido Aguilar) 25°02′25″ с. ш. 98°48′11″ з. д.                               | 402                              | 314                              |
| 0092      | Эль-Педрегаль (исп. El Pedregal) 24°53′29″ с. ш. 98°50′45″ з. д.                                    | 159                              | 176                              |
| 0044      | Лас-Амарильяс (исп. Emiliano Zapata (Las Amarillas)) 24°56′35″ с. ш. 98°42′34″ з. д.                | 153                              | 170                              |
| 0079      | Эль-Мулато (исп. El Mulato) 24°53′35″ с. ш. 98°57′03″ з. д.                                         | 160                              | 168                              |

## Экономика
По статистическим данным 2000 года, работоспособное население занято по секторам экономики в следующих пропорциях: сельское хозяйство, скотоводство и рыбная ловля — 63,8 %, промышленность и строительство — 11,3 %, сфера обслуживания и туризма — 22,5 %, прочее — 2,4 %.

## Инфраструктура
По статистическим данным 2010 года, инфраструктура развита следующим образом:
- электрификация: 93,3 %;
- водоснабжение: 76,5 %;
- водоотведение: 44,3 %.

## Фотографии

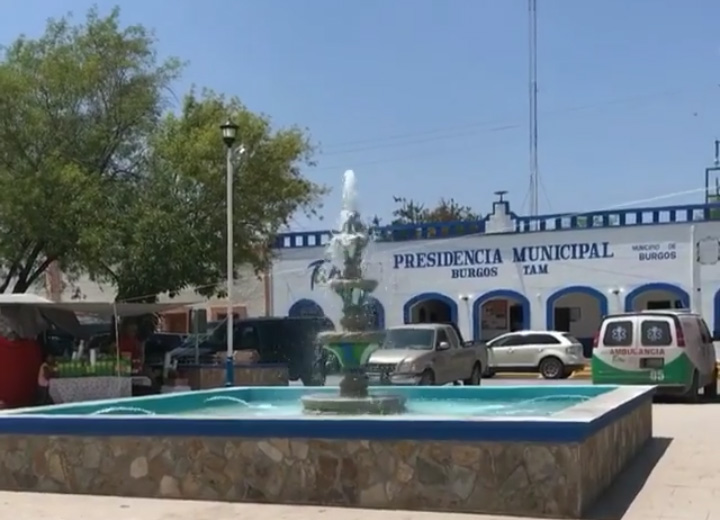
Здание администрации
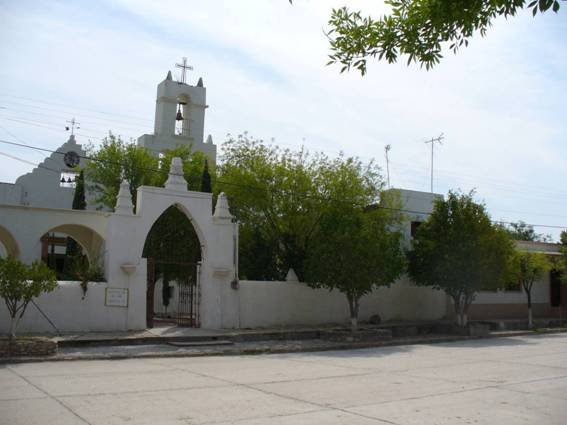
Церковь в Бургосе, датируемая 1792 годом
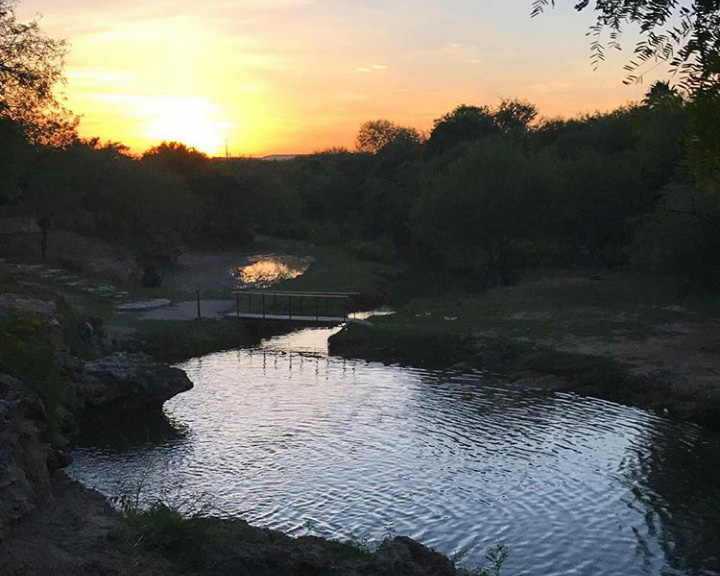
Городской пруд